# ブルール・イングヴィ・シェーステット

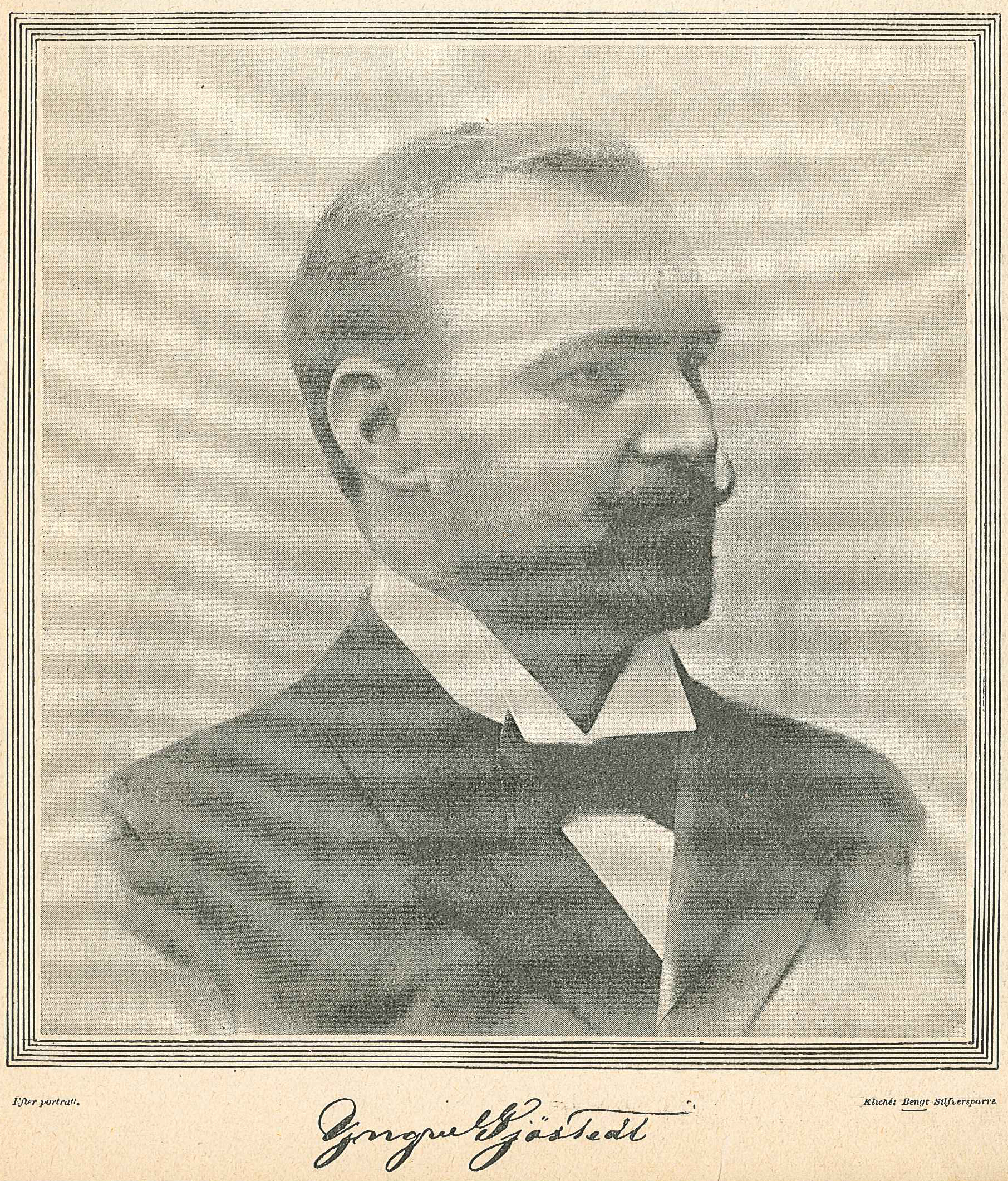
Yngve Sjöstedt

ブルール・イングヴィ・シェーステット（Bror Yngve Sjöstedt、1866年8月3日 - 1948年1月28日）は、スウェーデンの動物学者、昆虫学者である。
ヴェストラ・イェータランド県のヒョーの商人の家に生まれた。ウプサラ大学やフランスで動物学、昆虫学を学んだ。スウェーデン王立科学アカデミーによって2年間、カメルーンに研究調査に派遣され、自然史博物館、ウプサラ大学動物学研究所に貴重な資料をもたらし、多くの科学論文書いた。帰国後1896年に博士号を得て、1897年から1901年までスウェーデン自然史博物館、昆虫研究所で働き、1902年に自然史博物館の特別教授(Professor Intendant)となった。
1905年に2度目のアフリカ探検を行い、1年半ほどキリマンジャロの周辺などアフリカ大陸内陸部を探検し、4,300種の標本を集め、約1,300種はそれまで知られていないものであった。この探検の報告は1910年に"Wissenschaftliche Ergebnisse der Schwedischen zoologischen Expedition nach dem Kilimandjaro, dem Meru und den umgebenden Massaisteppen Deutsch-Ostafrikas 1905–1906"として3巻の報告として発表された。本来は昆虫学や動物学を専門としているのにもかかわらず植物の命名者としても名を残しているのは、この探検報告中でアリ植物であるアカキア・ドレパノロビウム（Acacia drepanolobium）や Acacia bussei（後世に2種とも Vachellia という別属に移動）について触れ、既に植物学者ヘルマン・ハルムズ（Hermann Harms）により記載されていた2種を初めて学名が有効な状態としたことなどによるためである。また一般向けに「東アフリカのキリンとライオンの狩について」（"På giraff- och lejonjakt i Ostafrika"）「東アフリカのビッグゲーム」（"Bland storvildt i Ostafrika"）などの著書も執筆した。アフリカ高地の昆虫の種が、ヨーロッパ北部のものと類似していることを報告した。
1936年まで多数の著作を行い、スウェーデンのアビスコ国立公園の昆虫に関する3巻の著作などがある。1909年にスウェーデン王立科学アカデミーの会員に選ばれた。